# (31354) 1998 TR3
1998 تي أر 3 (ويعرف أيضًا باسم (31354) 1998 تي أر 3 وفق تسمية الكوكب الصغير) (بالإنجليزية: 1998 TR3)‏ هو كويكب ضمن حزام الكويكبات؛ وترتيبه 31354 من حيث الاكتشاف.
اكتُشف هذا الجُرم الفلكي بواسطة بحث لنكولن عن الكويكبات القريبة من الأرض في 14 أكتوبر 1998.

## وصلات خارجية
- (31354) 1998 TR3 في قاعدة بيانات مختبر الدفع النفاث لأجرام النظام الشمسي الصغيرة

- الاكتشاف · مخطط المدار ·  العناصر المدارية · المعلمات المادية

- (31354) 1998 TR3 على موقع ويكي سكاي: DSS2, SDSS, GALEX, IRAS, Hydrogen α, X-Ray, Astrophoto, Sky Map, Articles and images